# Przemysław Kupidura

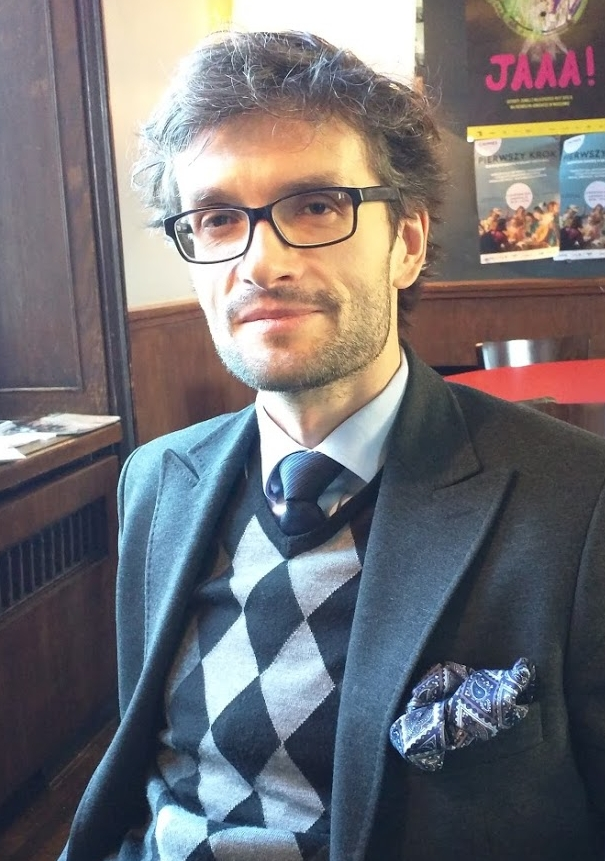
Przemysław Kupidura (2020)

Przemysław Tomasz Kupidura (ur. 19 czerwca 1977) – polski inżynier i geodeta, profesor nadzwyczajny Politechniki Warszawskiej, specjalizujący się w badaniach dotyczących  teledetekcji, cyfrowego przetwarzania obrazów i systemów informacji geograficznej. Zajmuje się praktycznym wykorzystywaniem danych satelitarnych.
Pracę doktorską na temat Zastosowania wybranych operacji morfologii matematycznej do wydzielania klas pokrycia terenu na zdjęciach satelitarnych obronił w 2007 roku na Politechnice Warszawskiej. Na tej samej uczelni w 2015 obronił habilitację na temat Wykorzystania granulometrii obrazowej w klasyfikacji treści zdjęć satelitarnych.
W 2010 został akademickim mistrzem Polski w maratonie. Jest także kompozytorem i wokalistą, w 2021 roku wydał płytę Wounded Stork Origami.

## Książki
- Kupidura, P.,  Osińska-Skotak, K. i Wójtowicz, A. (2019) Teledetekcja satelitarna w rolnictwie: szanse i możliwości, Warszawa: Krajowy Ośrodek Wsparcia Rolnictwa
- Kupidura, P. (2015). Wykorzystanie granulometrii obrazowej w klasyfikacji treści zdjęć satelitarnych. Warszawa: Politechnika Warszawska. ISBN 978-83-7814-371-0
- Kupidura, A., Łuczewski, M., i  Kupidura, P. (2012). Wartość krajobrazu: rozwój przestrzeni obszarów wiejskich. Wydawnictwo Naukowe PWN. ISBN 978-83-01-16564-2
- Kupidura, P., Koza, P., i Marciniak, J. (2010). Morfologia matematyczna w teledetekcji. Wydawnictwo Naukowe PWN, ISBN 978-83-01-16287-0